# Zeerus
De zeerus (Juncus maritimus) is een overblijvend kruid uit de russenfamilie (Juncaceae). De soort staat op de Nederlandse Rode lijst van planten als zeldzaam en matig afgenomen. De soort komt van nature voor in het Middellandse Zeegebied en langs de West-Europese kusten. Verder komt de soort voor in de zoutsteppen van Zuidwest-Azië en Noord-Afrika en in de kustgebieden van Zuid-Australië, Nieuw-Zeeland, het zuidoosten van Zuid-Amerika en in enkele delen van westelijk en oostelijk Afrika. Het aantal chromosomen is 2n = 40 of 48.
De plant wordt 30 - 120 cm hoog, heeft een dikke, kruipende wortelstok en vormt dichte pollen of de stengels staan in rijen. 

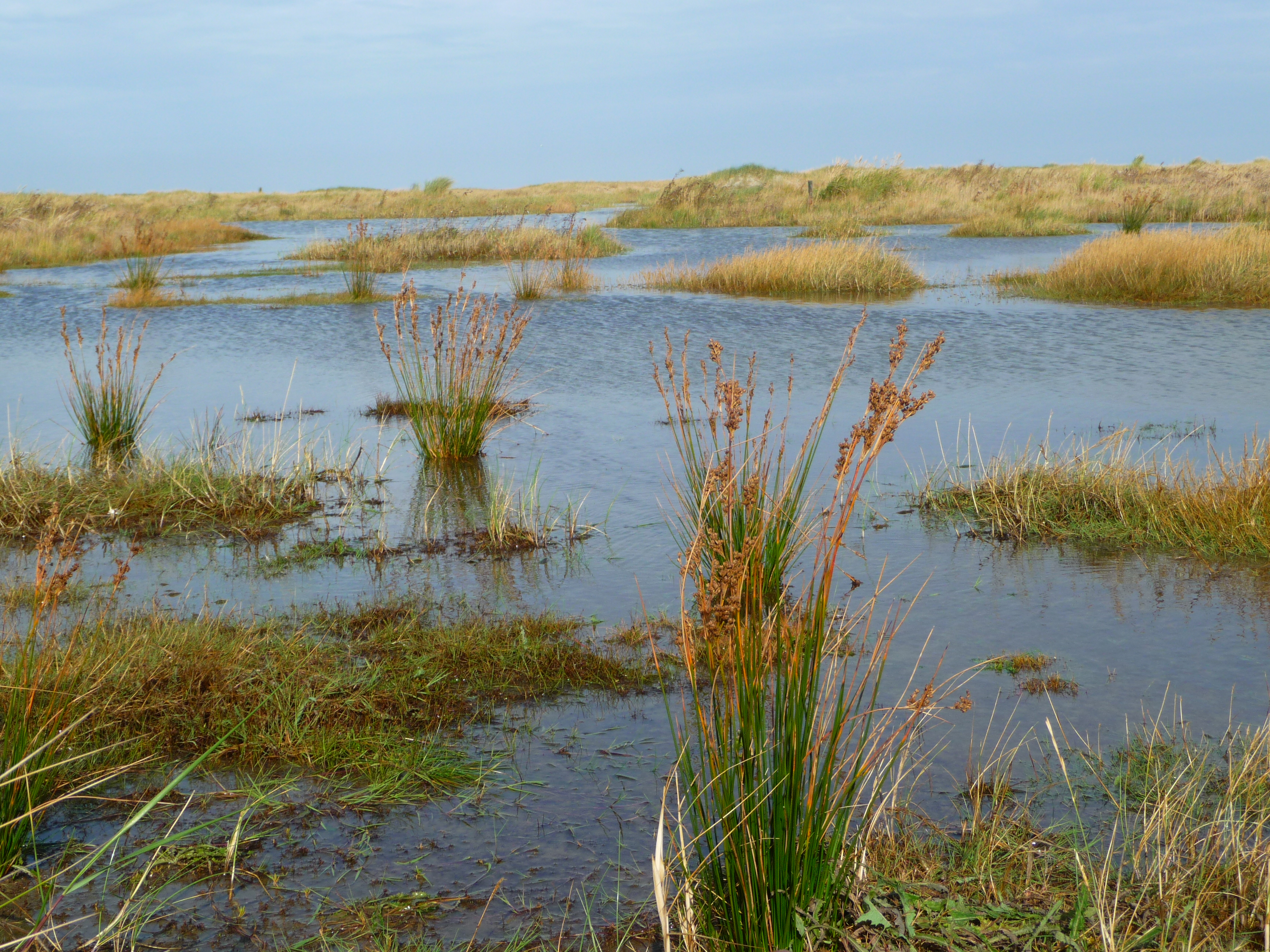
Pollen zeerus

De 2 - 3,5 mm dikke stengels worden in het onderste deel omsloten door geelbruine tot donkerrode, glanzende bladscheden, waarvan er ten minste één een lange, rolronde bladschijf heeft. Er zijn geen oortjes. De bladeren en de schutbladen lopen in een scherpe punt uit. De bladeren zijn 1,5 - 3,5 mm breed.
De plant bloeit van juni tot in augustus met een vrij compacte, strokleurige bloeiwijze met meer dan honderd bloemen per bloeiwijze. De onderste zijtak steekt boven de bloeiwijze uit. De bloemen staan in groepjes van twee tot drie en elk groepje heeft aan de voet twee, vliezige, steunblaadjes. Het onderste schutblad is iets korter of iets langer dan de bloeiwijze en eindigt in een stijve stekelpunt.
De zes, strokleurige bloemdekbladen zijn ongelijk van lengte. De buitenste drie bloemdekbladen zijn 2,8 - 2,9 mm lang en de binnenste drie 2,3 - 2,5 mm. De bloem heeft zes, 1,4 - 1,9 mm lange meeldraden. De helmknoppen zijn twee keer zo lang als de helmdraden.
Het bovenstandige vruchtbeginsel heeft één stijl met drie, 1 - 1,2 mm lange stempels. De plant is een windbestuiver.
De vrucht is een veelzadige, driehokkige, ovale tot ellipsoïde,  strokleurige doosvrucht, die 2,5 - 3, 5 mm lang en 1,2 - 1,5 mm breed is en even lang of iets langer dan de bloemdekbladen. Op de top van de doosvrucht zit een 0,5 - 1,2 mm lange stekel. De bruine, ellipsoïde zaden zijn 0,6 - 0,7 mm groot en hebben aan beide uiteinden een vliezig aanhangsel.
De plant komt voor langs de zee, vooral in vochtige, zilte strandweiden.

## Namen in andere talen
- Duits: Strandbinse, Meer-Strandbinse
- Engels: Seaside rush, Sea Rush
- Frans: Jonc maritime